# Pferdehaltung

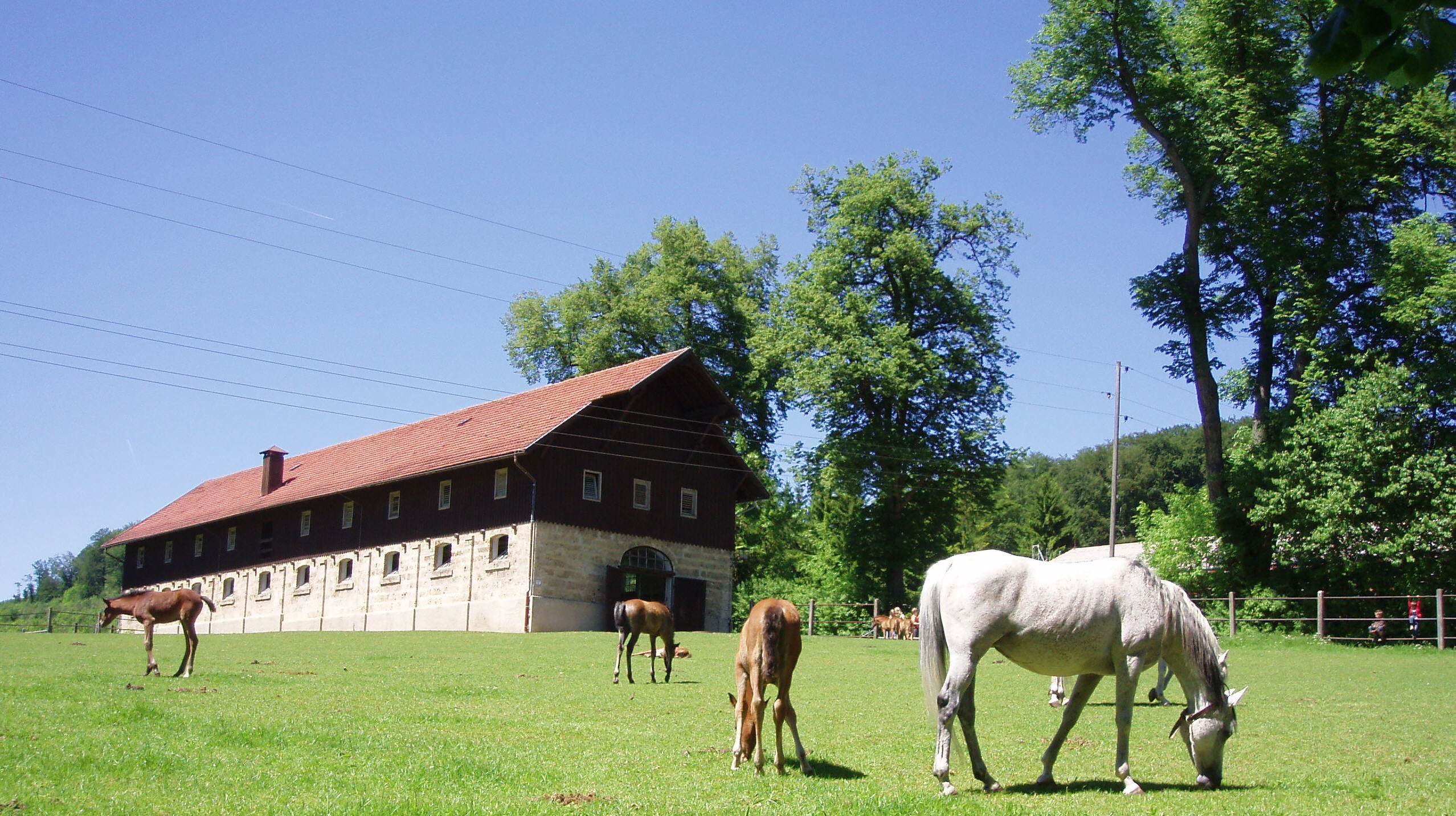
Historischer Stuten-Laufstall in Marbach, Fenster über Kopfhöhe, damit sich die Pferde nicht am Glas verletzen

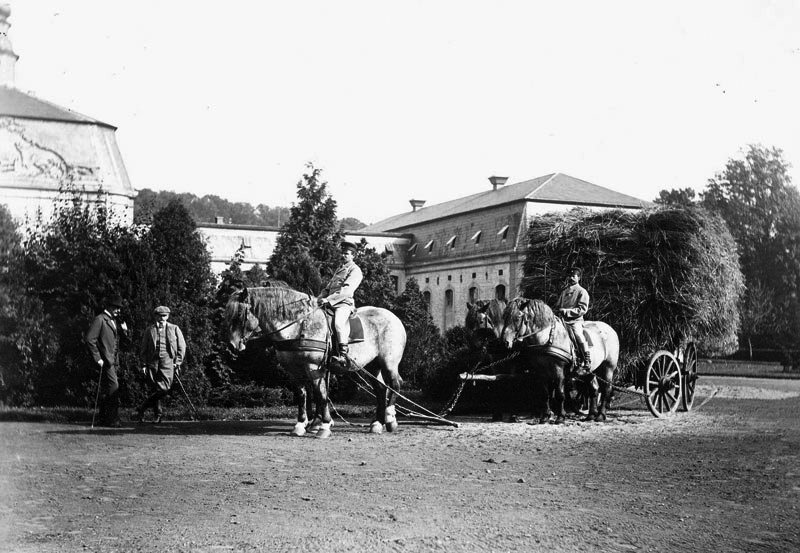
Heuernte mit Rheinischen Kaltblütern, Schloss Wickrathum 1900

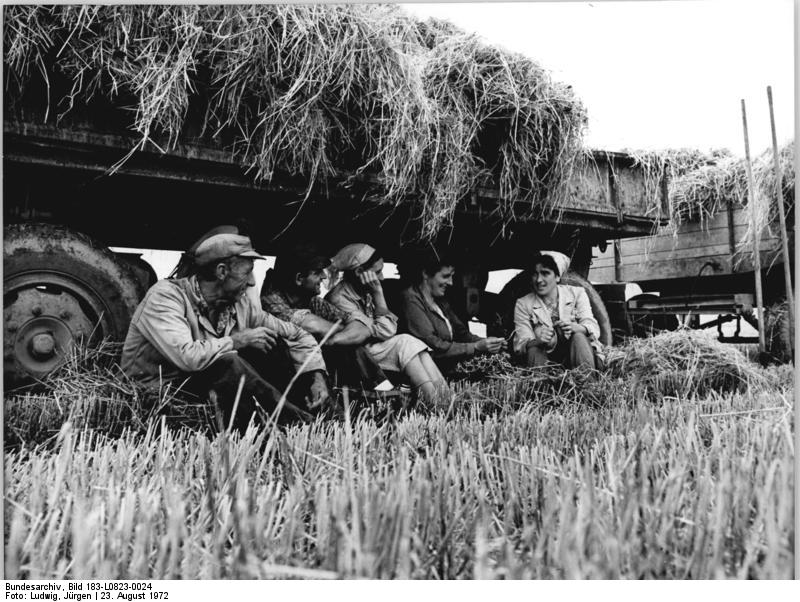
Erntewagen mit Stroh, 1972

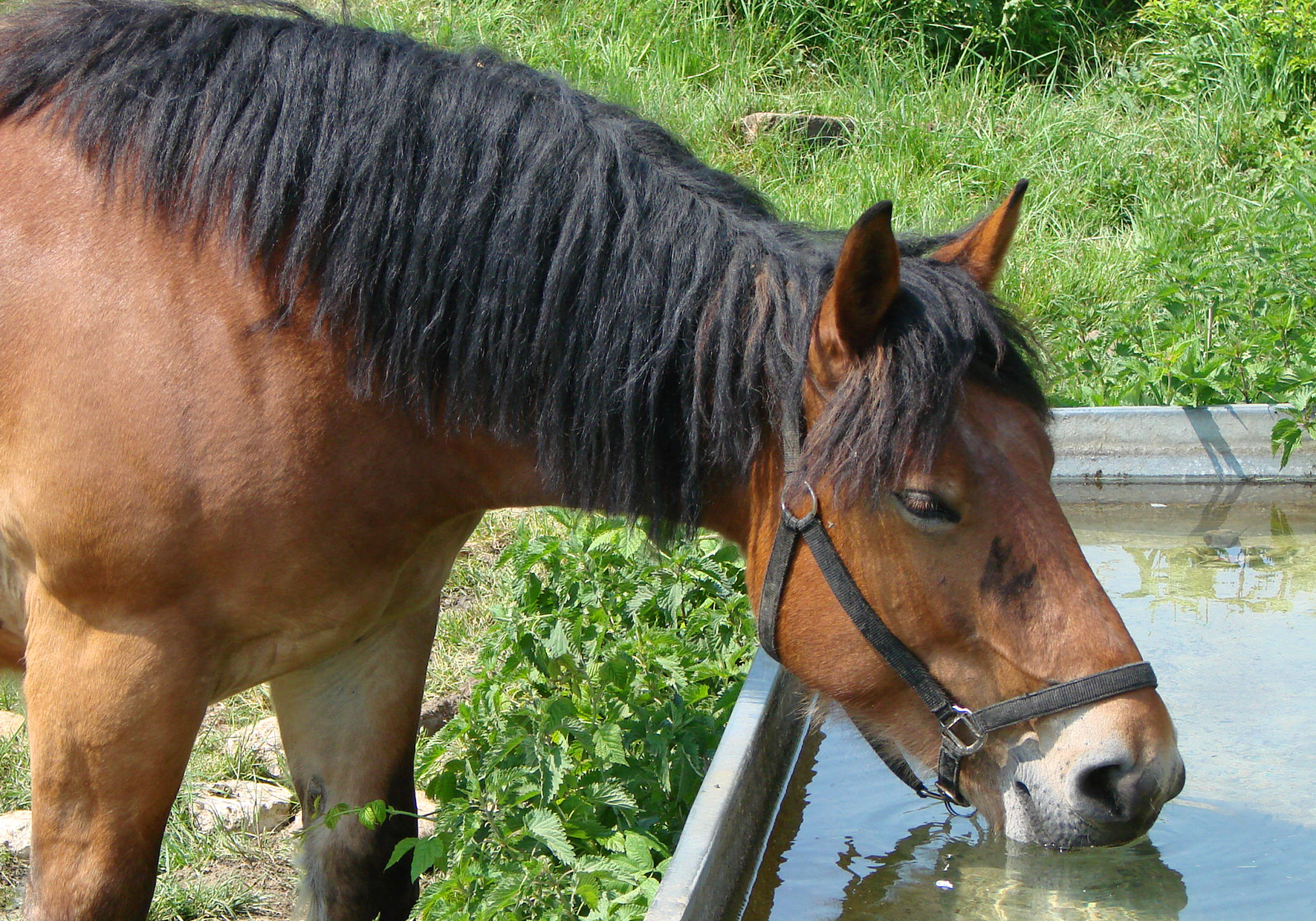
Tränke

Pferdehaltung umfasst die Haltung von Pferden, Ponys, Maultieren und Eseln in menschlicher Obhut. Equiden benötigen entsprechende Fürsorge für eine gute Gesundheit und ein langes Leben.
Hauspferde benötigen Heu als Grundfutter, bei Bedarf Kraftfutter, Wasser, einen hellen, kühlen, luftigen aber Zugluft-freien Stall mit Einstreu, Kontakt zu anderen Pferden und Bewegung. Weidegang, genügend Auslauf oder mindestens ein Paddock sind für ein Bewegungstier wie das Pferd unabdingbar. In der Pferdehaltung müssen den Bedürfnissen des Pferdes und den Möglichkeiten des Pferdehalters Rechnung getragen werden.

## Allgemeines
In freier Natur ist ein Pferd bis zu 16 Stunden am Tag – meist zur Nahrungsaufnahme – in Bewegung und legt dabei 30–40 km zurück. Das Pferd ist ein Lauf- und Fluchttier. Da dieser Bewegungsbedarf allein über den Reit- und Fahrsport bzw. das Training meist nicht gedeckt werden kann, sollte möglichst viel Gelegenheit zur selbständigen Bewegung gegeben werden.
Pferde sind ausgeprägte Herden- bzw. Gruppentiere. Jedes Pferd braucht die Möglichkeit, Sozialkontakte mit Artgenossen aufzunehmen. Bei jeder Haltungsform ist auf das soziale Gefüge und die Verträglichkeit der Pferde untereinander Rücksicht zu nehmen. Dies gilt auch für rasse-, alters- und geschlechtsspezifische Unterschiede.
Das Pferd ist auf ein Leben unter freiem Himmel eingestellt und benötigt frische, staubfreie Luft, Licht und artgerechtes Futter. Staub ist das größte Problem für die empfindlichen Atmungsorgane des Pferdes. Zur Erhaltung eines ausgeglichenen Nervenkostüms und wacher Sinne braucht das Pferd ein Mindestmaß an Abwechslung. Ideal ist hier ein freier Ausblick, der das Interesse an der Umgebung erhält, ohne Stress zu verursachen. Pferde benötigen eine Unterstellmöglichkeit, die Schatten spendet und vor Wetterunbilden schützt.
Pferde benötigen regelmäßig Raufutter (Grundfutter) für eine gesunde Verdauung. Da das Pferd einen verhältnismäßig kleinen Magen hat, muss über den Tag verteilt genügend Futter in kleineren Mengen verfügbar sein. Als Faustregel bei Stallhaltung gilt Raufutter vor Kraftfutter, mindestens dreimal täglich. Pferde müssen hinreichend Zugang zu einwandfreiem Wasser haben.
Aus praktischer Sicht ist es wünschenswert, dass für Hufschmied und Tierarzt ein heller, überdachter Arbeitsplatz zur Verfügung steht und die Pferde zugänglich sind. Licht, Strom- und (frostfreier) Wasseranschluss werden zumeist benötigt. Zudem soll die Unterbringung des Pferdes mit angemessenem Kostenaufwand möglich sein.
§ 2 des Tierschutzgesetzes verlangt, dass Tiere ihrer Art und Bedürfnissen entsprechend angemessen ernährt, gepflegt und verhaltensgerecht untergebracht werden.

### Stallbetrieb
Zur wirtschaftlichen Betriebsführung ist ein günstiges Verhältnis aus Einnahmen und Kosten anzustreben. Beispielsweise kann mit maschineller Hilfe ausgemistet und eingestreut werden, wenn der Stall entsprechend angelegt ist. Auch beim Füttern und Tränken kann mit entsprechender Infrastruktur der Zeitaufwand gesenkt werden.

### Zweck der Pferdehaltung
Die Anforderungen an die Haltung und die Infrastruktur sind je nach dem Zweck der Haltung verschieden.
In der Pferdezucht sind die Bedürfnisse zwischen Hengsthaltung, Stutenhaltung und Fohlenaufzucht sehr unterschiedlich. Zur Sportpferdehaltung wird eine entsprechende Infrastruktur wie Reitplätze, Hallen und Ausbilder benötigt. Für Freizeitpferde genügt unter Umständen ein geeignetes Ausreitgelände. Alte Pferde, die das Gnadenbrot bekommen, werden oft auf Anlagen gehalten, die keine Infrastruktur für Pferdesport bieten, dafür aber über ausgedehnte Weideflächen verfügen.

### Infrastruktur für Pferdesport
Zum Reiten empfiehlt sich ein beleuchteter Allwetter-Reitplatz oder eine Reithalle und ein gutes Ausreitgelände, zum Longieren ein Longierzirkel oder eine Longierhalle. Für das Fahren sind erlaubte Wege abseits des Straßenverkehrs, oder auch ein Fahrviereck von Vorteil. Für die Vielseitigkeit ist eine Geländestrecke, für Rennpferde eine Rennbahn und für Polo ein Polospielfeld geeignet. Die meisten Reiter verbringen einen erheblichen Teil ihrer Freizeit beim Pferd und suchen daher auch nach Möglichkeiten, dort ihre Sozialkontakte zu pflegen (gemeinschaftliches Ausreiten, Reiterstübchen).

## Haltungsformen

### Ständerhaltung/Anbindehaltung

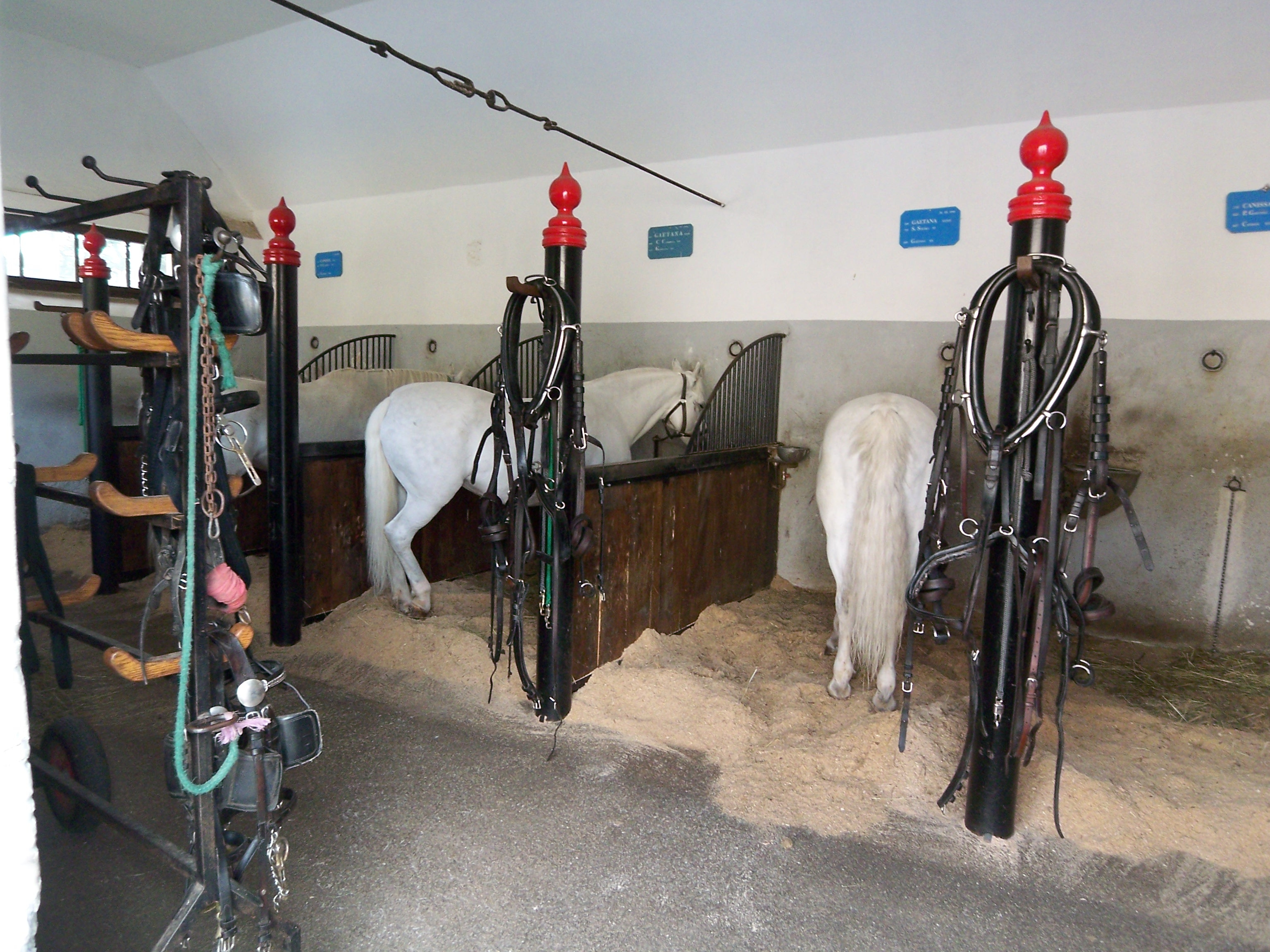
Historischer Pferdestall im Gestüt Lipica, Slowenien (die Pferde stehen hier zeitweilig, um für die Kutsche vorbereitet zu werden)

Vor der Motorisierung waren Bauernhöfe, Forste und Betriebe auf die Arbeitskraft des Pferdes angewiesen. Sie konnten ihren Pferden jedoch oft nicht viel Platz bieten. Daher war damals die Ständerhaltung normal, die Ständerhaltung war sowohl für Arbeits- als auch Militärpferde üblich.
Im Ständer ist das Pferd an der Anbindevorrichtung so angebunden, dass es fressen, stehen und liegen kann, aber so kurz, dass es nicht in den Strick tritt. Vorne am Ständer ist der Trog angebracht. Die einzelnen Ständer werden mit Trennwänden oder Flankierbäumen getrennt. Ein Flankierbaum ist eine ca. 15 cm dicke Holzstange, die vorne und hinten an Ketten auf rund 1 m Höhe beweglich aufgehängt ist, so dass das Pferd sich beim Hinlegen und Aufstehen nicht daran verletzen kann. Die Aufhängung muss leicht zu lösen sein, für den Fall, dass ein Pferd über den Baum tritt. Es gibt auch Flankierbäume, die nur an einer Seite aufgehängt sind. Die Flankierbäume erlauben im Vergleich zu den heute üblichen Boxentrennwänden mehr Sozialkontakt, eine bessere Luftzirkulation und schlucken weniger Licht.
Das Pferd konnte sich im Ständer nicht drehen oder umherlaufen. Da es jedoch als Zug- oder Lasttier täglich mehrere Stunden eingesetzt wurde, hatte es dadurch ein großes Maß an Bewegung. Heute aber werden Pferde in der Regel als Freizeitpartner gehalten. Viele Pferde bekommen heute nur eine Stunde Bewegung. Für Pferde, die so wenig bewegt werden, ist Ständerhaltung nicht artgerecht. Diese Haltungsform wird daher kritisch betrachtet. Die Ständerhaltung ist in den meisten Bundesländern heute verboten. In der Schweiz ist dauerhafte Ständerhaltung, länger als drei Wochen, verboten. Man kann in einigen, insbesondere historischen, Gestüten zur Demonstration noch Beispiele für Ständerhaltung finden. In aller Regel stehen diese Pferde nicht mehr ständig in Ständern.

### Laufstallhaltung

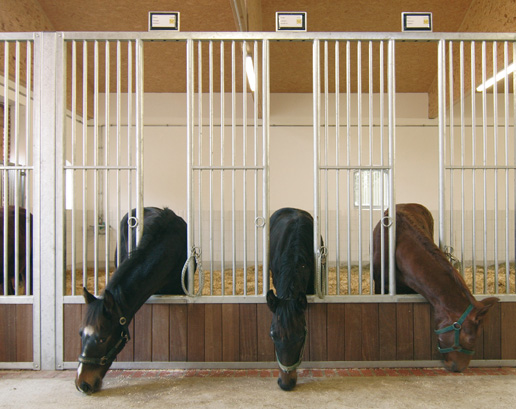
Laufstall zur Fohlenaufzucht

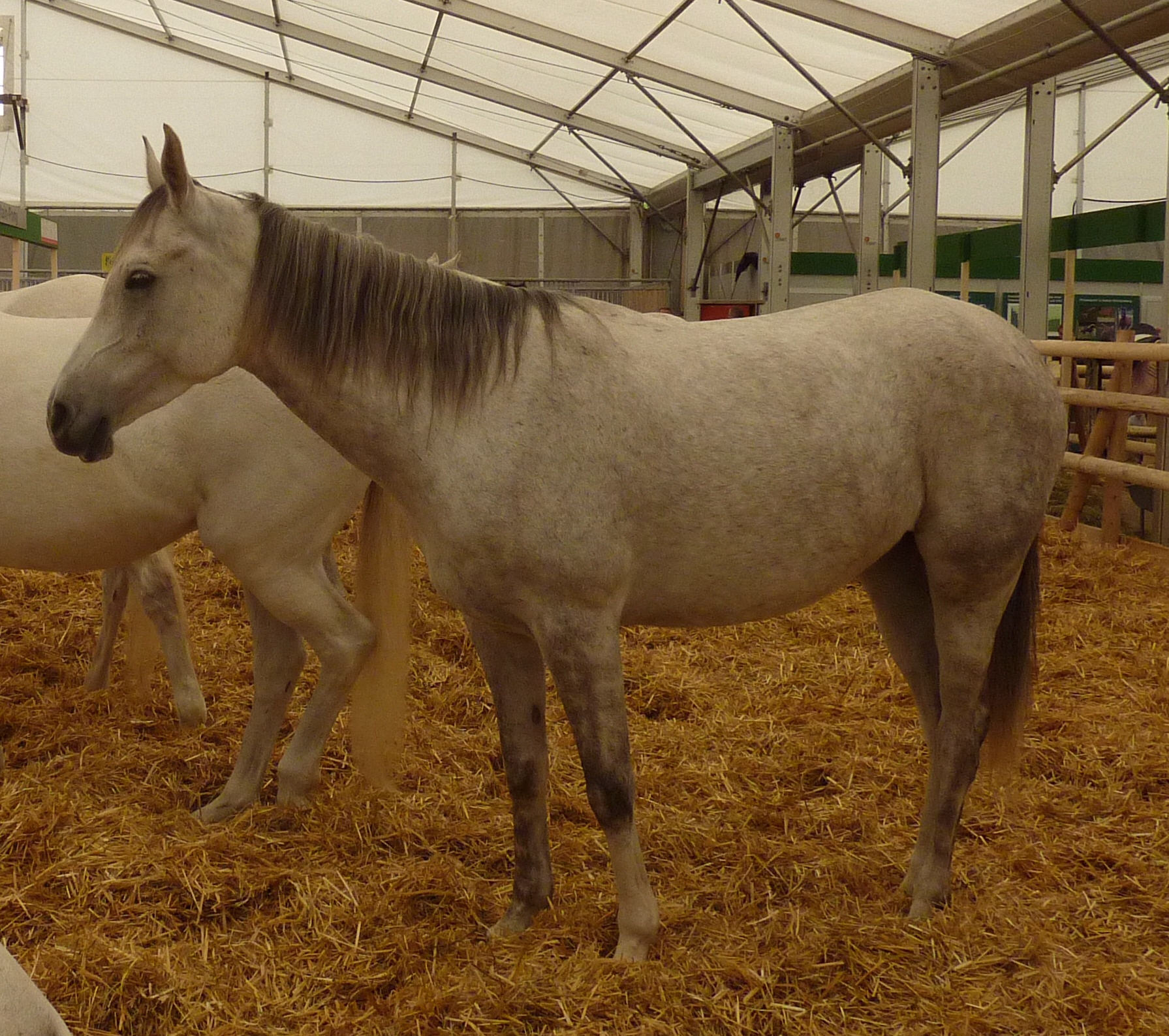
Laufstall in einem Stallzelt

Ein Laufstall ist ein großer Stall, den eine Pferdegruppe gemeinsam nutzt.

### Boxenhaltung

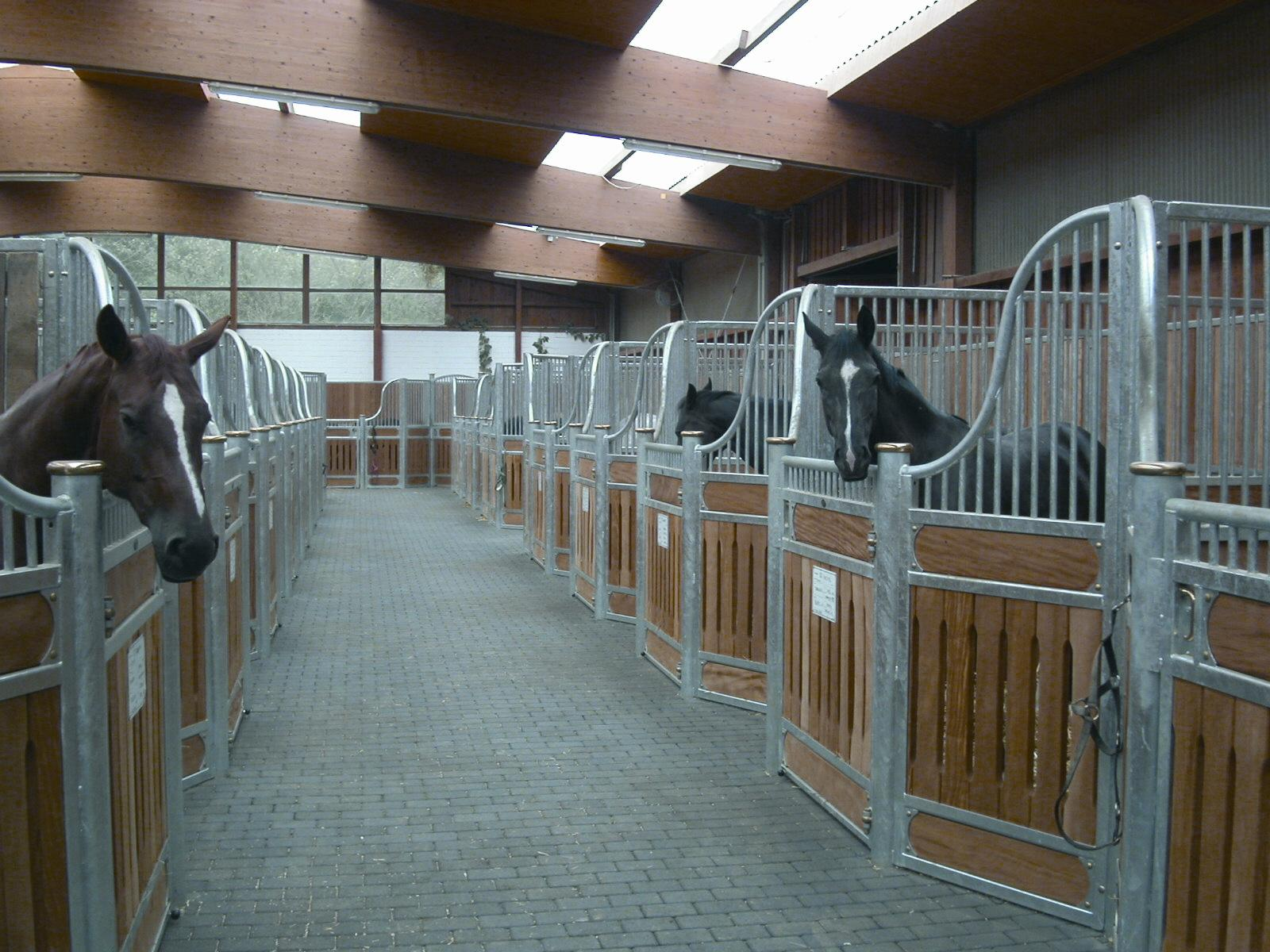
Pferde in Boxen

Üblicherweise sind Pferdeställe heute in Boxen aufgeteilt. In diesen Boxen halten sich die Pferde teils tagsüber, vor allem aber auch nachts auf. Wichtig ist, dass die Box groß genug ist. Als Faustregel und empfohlen durch die Deutsche Reiterliche Vereinigung gilt, dass die Größe der Box mindestens der doppelten Widerristhöhe des Pferdes im Quadrat entsprechen sollte. In Zahlen kann man sagen, dass eine Box für Großpferde ca. 3,5 × 3,5 m sein sollte. Generell sollte jedes Pferd 35 m³ Luft zur Verfügung haben. Legt man die empfohlene Boxengröße zu Grunde, entspräche das einer Stallhöhe von ca. 3 m. Grundsätzlich müssen die Wände des Stalls glatt sein und dürfen keine Verletzungsrisiken bergen.
Pferde sind ausgeprägte Herdentiere und vereinsamen, wenn sie separiert gehalten werden. Daher sollten die Boxen im Normalfall nicht geschlossen sein. Die Beplankung der Trennwände, Fronten und Türen endet etwa auf Brusthöhe und geht in Gitterstäbe über, sodass die Pferde sich untereinander sehen, hören und riechen können. Wenn Wände und Fronten aus Gitterstäben bestehen, muss darauf geachtet werden, dass die Abstände zwischen den Gitterstäben so gestaltet sind, dass weder die Hufe des Pferdes noch sein Kopf dazwischen passen.

### Paddockboxenhaltung
Die Paddockbox ist eine Einzelbox mit einer direkt angeschlossenen, umzäunten Außenfläche, dem Paddock, das meistens so breit ist wie die Box. Das Pferd kann zwischen seinem Paddock und dem Stall hin- und hergehen. An einem Stalltrakt können mehrere Paddockboxen nebeneinander liegen und die Pferde haben die Möglichkeit, soziale Kontakte mit anderen Pferden über den Zaun hinweg zu pflegen und im Innenbereich in Ruhe zu fressen. Je nach Größe und Bodenbelag des Paddocks bietet diese Haltung nicht unbedingt viel Bewegungsmöglichkeiten, aber die Pferde können am Stallgeschehen intensiver teilhaben. Der Umbau von Einzelboxen zu Paddockboxen ist einfach und für das Pferd ein Gewinn.

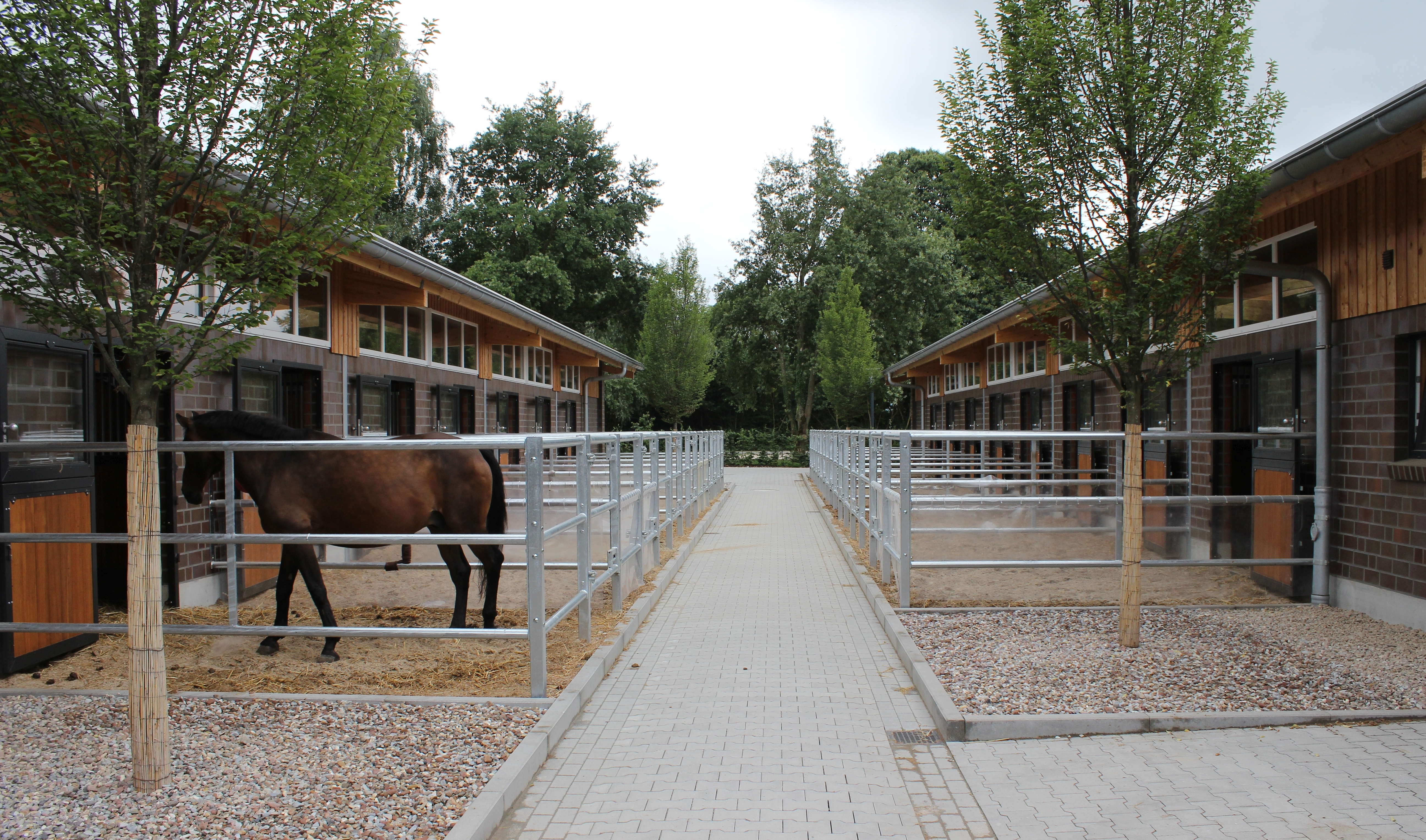
Boxenstall mit Paddocks

Der Innenbereich einer Paddockbox wird mit Einstreu versehen (Stroh, Späne etc.) und dient dem Pferd als Rückzugsmöglichkeit, als Liegefläche sowie als Schutz vor Sonne und Insekten. Er ist vom Außenbereich meist durch eine Boxentür und/oder durch einen Lamellenvorhang als Insektenschutz abgetrennt. Bei einem kleinen Außenbereich ist es ratsam, den Boden zu befestigen. Größere Ausläufe können aber auch mit Sand, Holzhackschnitzeln oder ähnlichem ausgelegt sein.
Die Vorteile einer Paddockbox sind mehr soziale Interaktion mit anderen Pferden, ein größerer Bewegungsraum und eine erhöhte Reizanflutung der Sinne Sehen, Hören und Riechen durch das Umfeld und dass das Pferd jegliche Wetterbedingungen genießen oder sich vor ihnen schützen kann.
Es gibt Systeme, bei denen mit wenigen Handgriffen die einzelnen Paddocks in einen großen zusammenhängenden Paddock umgestaltet werden können. Dies kann vorteilhaft bei der maschinellen Reinigung der Paddocks sein. Andererseits kann das nun große Paddock als Gruppenpaddock genutzt werden.
Die Zäune zwischen den einzelnen Paddocks sollten keine Elektrozäune sein, da die Pferde dann nicht die Möglichkeit haben, die sozialen Kontakte über den Zaun hinweg auszuüben. Das Pferd würde wahrscheinlich einen Stromschlag bekommen und den Kontakt zum Nachbarpferd meiden. Eine Paddockbox kann den täglichen Weidegang oder Auslauf auf einem größeren Paddock in der Gruppe nicht ersetzen, da der Sozialkontakt bei individuellen Paddocks eingeschränkt ist.

### Offenstallhaltung

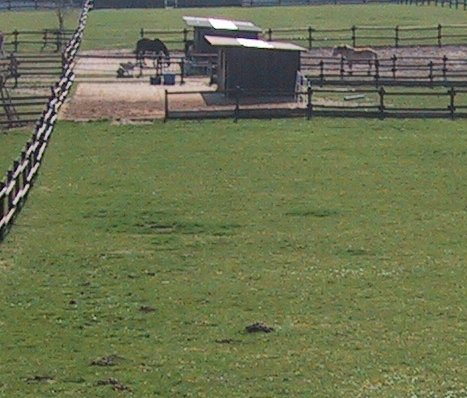
Offenstall

In der Offenstallhaltung steht allen Pferden einer Gruppe ein überdachter Bereich als Witterungsschutz zur Verfügung, häufig mit Fressständern, Futterkrippen oder Heuraufen und einer Selbsttränke, die von den Pferden jederzeit aufgesucht werden können. Dem Offenstall angeschlossen liegen die Weiden oder Ausläufe. Es muss täglich (auch im Auslauf) der Mist abgesammelt werden, eine genügend große weich eingestreute Liegefläche muss den Pferden zur Verfügung gestellt werden. Das Pferd kann sich zwischen dem geschützten Stallbereich und dem offenen Außenbereich hin und her bewegen. Diese Haltungsform orientiert sich, wenn genügend Weideflächen vorhanden sind, an den Bedürfnissen des Pferdes. Sie verlangt dem Besitzer jedoch entsprechenden Arbeits- und Zeitaufwand ab.

#### Gruppenauslaufhaltung
Wird eine ganze Pferdeherde auf der Weide mit Offenstall gehalten, entspricht dies der Gruppenauslaufhaltung. Die Anlage besteht aus Laufstall, befestigtem Auslauf und Weide. Die drei Bereiche bilden eine Einheit, in der sich die Pferde als Gruppe (ab etwa 10 Pferde) bzw. als Herde frei bewegen können und uneingeschränkten Kontakt zueinander haben.

#### Paddock Trail
Bei dem Paddock-Trail-Konzept wird um die zur Verfügung stehende Fläche ein etwa fünf bis sechs Meter breiter eingezäunter Pfad angelegt, auf dem sich die Pferde frei bewegen können. Damit sie dies auch tun, wird Infrastruktur über den Pfad verteilt: beispielsweise mehrere Heuraufen, ein sandiger Platz zum Wälzen, Salzleckstein, Kratzbürste, Wasserstelle und Unterstand. Es kann auch eine Wasserfurt oder Pferdeschwemme in den Pfad integriert werden. Die Infrastruktur (überdachte Heuraufen, Wasserwagen, Unterstand) kann so aufgestellt werden, dass sie auch von den innenliegenden Koppeln aus zugänglich sind. Auf diese Weise soll das natürliche Bewegungsverhalten von Wildpferden simuliert werden und die Pferde zu mehr eigenständiger Bewegung veranlasst werden.

### Weidehaltung

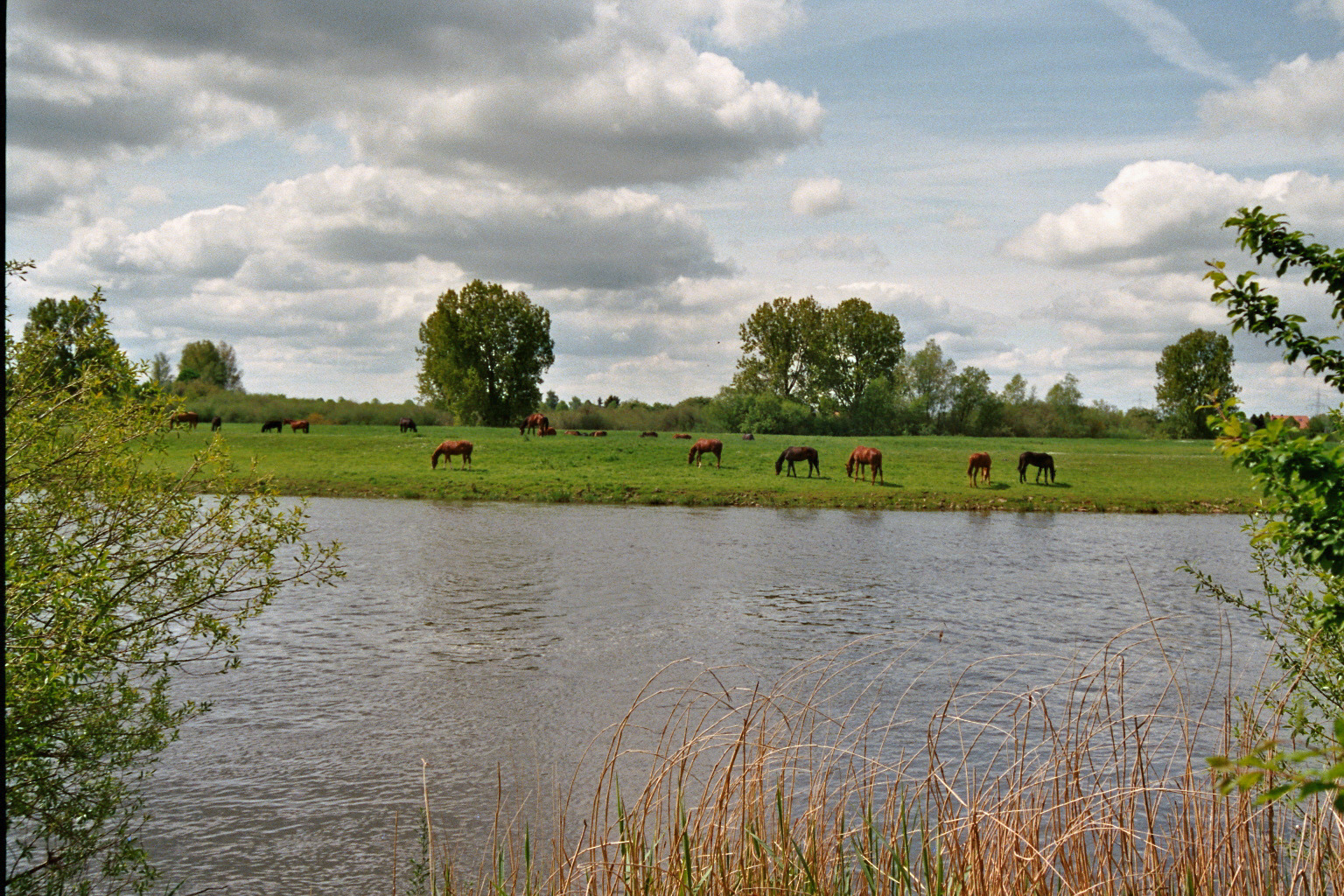
Pferde auf der Weide

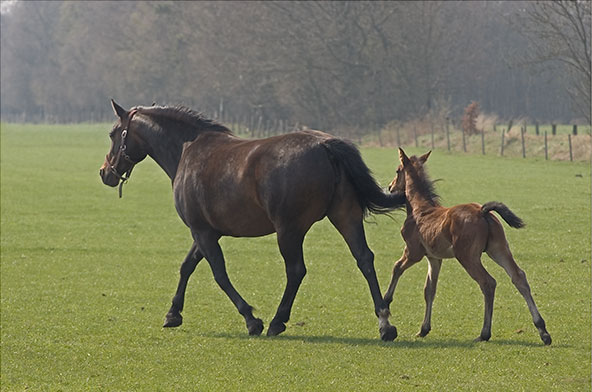
Pferde auf der Weide

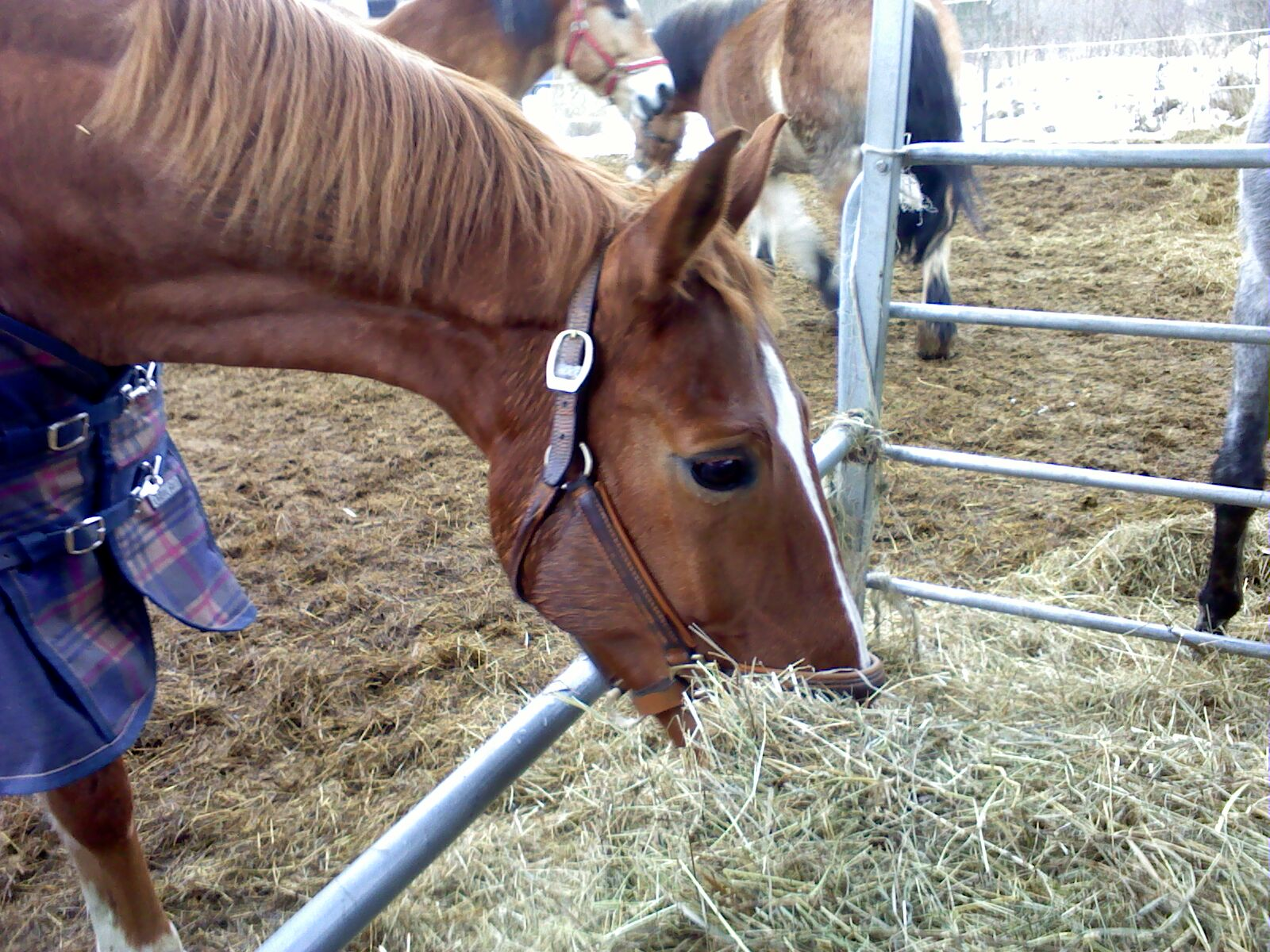
Befestigte Winterweide auf einem Sandplatz

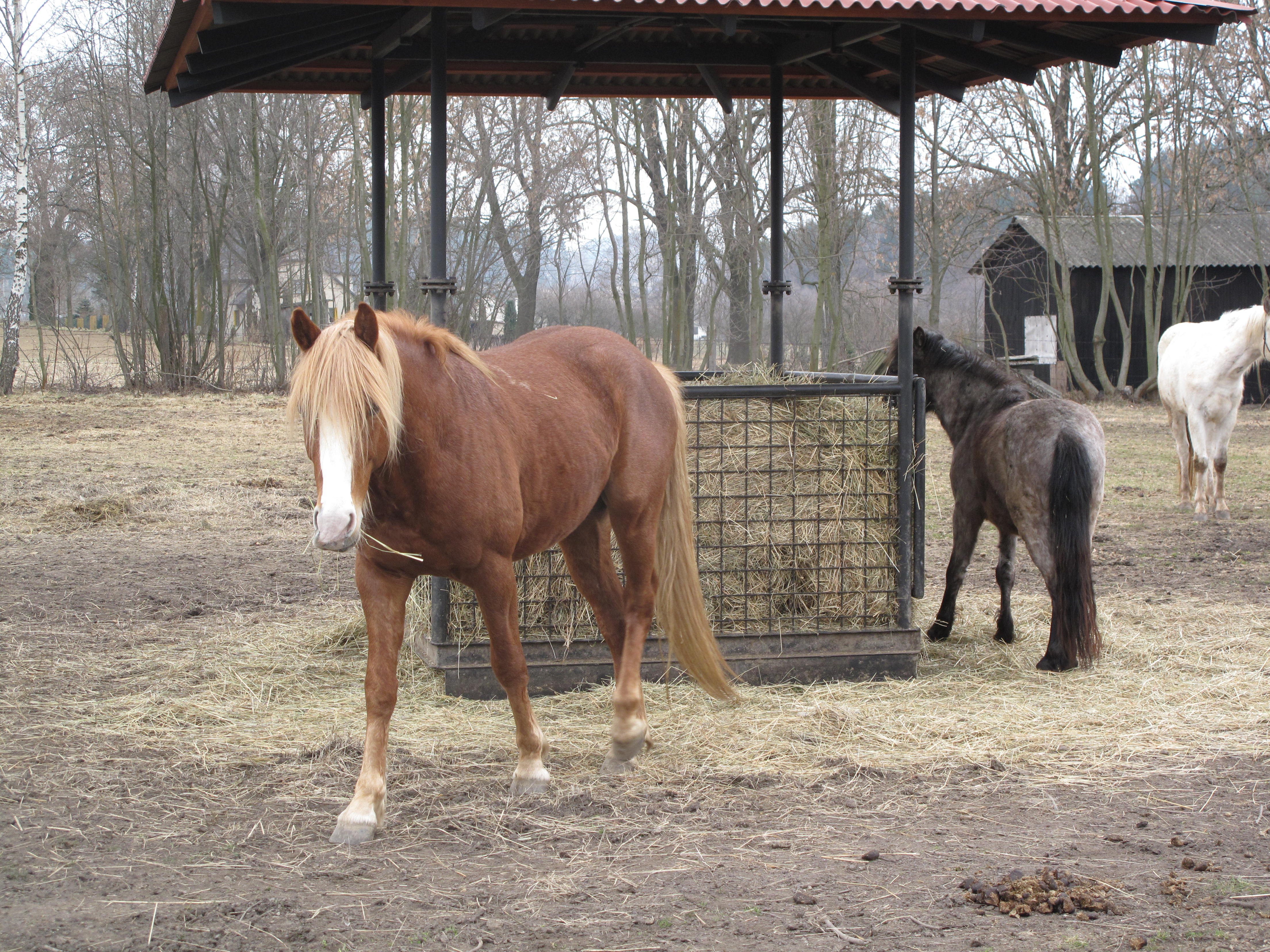
Überdachte Heuraufe auf einem Paddock

Zu einem Pferdestall gehören Weideflächen, auf denen die Pferde in der Weidesaison – etwa Mitte April bis Ende Oktober – grasen können. In der Regel geschieht das nach den Vorgaben des Stallbesitzers oder Pferdehalters und entsprechend den Witterungsverhältnissen stunden-, halbtagesweise oder auch Tag und Nacht. Bei feuchtem Wetter wird die Grasnarbe durch die Pferdehufe stark belastet und beschädigt, der Boden wird schnell schlammig. Deshalb werden Pferde bei solchem Wetter meistens im Stall, auf Winterweiden (siehe Abschnitt Winterweiden) oder Paddocks gehalten, um die Weideflächen zu schonen.
Auf der Weide können Pferde als Herde oder Kleingruppe wie in der Natur Gras fressen und sich innerhalb der Umzäunung frei bewegen. Im Gegensatz zum Paddock ist die Weide meist nicht direkt am Stall angeschlossen. Um die Zerstörung der Grasnarbe und Überweidung zu vermeiden, werden 0,5–1 ha Weidefläche je Pferd empfohlen.
Bei der Gruppenauslaufhaltung, können die Pferde frei zwischen Offenstall, festem Auslauf und Weide wählen und wechseln.
Sollen die Pferde ganzjährig draußen gehalten werden, wird dafür mindestens ein Hektar je Pferd, wenn möglich die doppelte Weidefläche benötigt, um Überweidung zu vermeiden.

#### Pferdekoppel
Die Weidefläche wird häufig in kleinere Koppeln (von mittelniederdeutsch koppel, „Umzäunung“; „eingezäuntes Landstück“) unterteilt, um zwischen den Weideflächen wechseln zu können und die Pferde in Weidegruppen aufteilen zu können. Unverträgliche Pferde können Einzelkoppeln nutzen.

#### Winterweiden
In vielen Ställen gibt es spezielle Winterweiden, um den Pferden auch im Winter zumindest etwas Auslauf zu ermöglichen. Beispiele für befestigte Winterweiden sind beispielsweise Paddocks oder ein im Winter umgenutzter Reitplatz.
Unbefestigte Winterweiden werden Matschkoppeln genannt, da der Boden schnell morastig wird.
Da auf Winterweiden kein Gras wächst, wird hier Heu zum Fressen angeboten. Dafür eignen sich überdachte Heuraufen.

#### Schutz
Pferde benötigen auf der Weide Schutz vor Wind und Sonne sowie Zugang zu frischem Wasser, wenn sie zum längeren Aufenthalt geeignet sein soll. Als natürlicher Schutz kann eine größere Baumgruppe oder eine windgeschützte, schattige Senke dienen. Andernfalls muss ein Unterstand oder eine festere Weidehütte mit ausreichend Platz für alle Pferde errichtet werden. Pferde ziehen sich nicht nur bei Gewitter, starkem Regen oder heftigen Winden dahin zurück, sondern auch bei großer Hitze. Oftmals werden fahrbare Weidehütten auf die Weide gestellt. Wenn die Pferde auf eine andere Weide umgekoppelt werden, weil z. B. die Weide vollständig abgefressen wurde, zieht die fahrbare Weidehütte mit den Pferden um. Als Einzäunung wird meist ein Elektrozaun verwendet.

#### Wasser
Pferde können bei einer ganztägigen Weidehaltung ca. 60 % des Flüssigkeitsbedarfs über die Aufnahme von Gras decken. Da Pferde, je nach Größe und Futterverfügbarkeit, zwischen 20 und 60 Liter Wasser pro Tag benötigen, müssen Pferdekoppeln zusätzlich mit Wasserquellen in Form von Selbsttränken oder Wasserbehältern ausgestattet werden. Dabei ist darauf zu achten, dass mehrere Tränkestellen verfügbar sind, sodass auch rangniedere Herdenmitglieder Zugang zu Wasser haben.

#### Weidepflege
Pferdeweiden müssen gepflegt werden. Die Flächen müssen im Frühjahr geschleppt und gewalzt, ggf. auch nachgesät und nachgemäht werden. Aus weidehygienischen Gründen (Parasiten) empfiehlt sich auch ein wechselweiser Besatz mit Rindern und Pferden. Die Koppeln müssen regelmäßig auf eingeflogene oder eingeschleppte Giftpflanzen, wie z. B. das Jakobskreuzkraut, geprüft werden. Diese müssen beseitigt werden, da einige Giftpflanzen sogar lebensbedrohlich für Pferde sein können und manche Pferde unerfahren bei der Futtersuche sind. Gefährlich sind auch Bergahorne in der Nachbarschaft, deren Samen, Keimlinge und Blätter tödlich sein können. Kot sollte man mindestens wöchentlich absammeln.

#### Robusthaltung
Bei der Robusthaltung hat das einzelne Pferd keinen Stallplatz. Für kranke Pferde stehen eventuell Stallplätze zur Verfügung. Die Tiere sind rund um die Uhr ganzjährig auf der Weide.
Diese Form der Pferdehaltung – für die nur Robustrassen verwendet werden (können) – wird im Dauersiedlungsraum insbesondere im Naturschutz zur Landschaftspflege von offenen Weidelandschaften (sehr großflächig etwa Oostvaardersplassen in den Niederlanden) oder aus traditionellen Gründen (etwa beim Dülmener Pferd) eingesetzt. Eine Weidepflege ist hier aufgrund des geringen Tierbesatzes nicht notwendig. Im Übergang zu den großen naturnahen Räumen der Erde – etwa im Westen Nordamerikas oder in Patagonien – ist die Robusthaltung als stationäres Ranching oder – wie in Zentralasien oder Island – als mobile Tierhaltung aufgrund der klimatischen Verhältnisse die sinnvollste und häufig einzige Form der Pferdehaltung.

## Pensionspferdehaltung

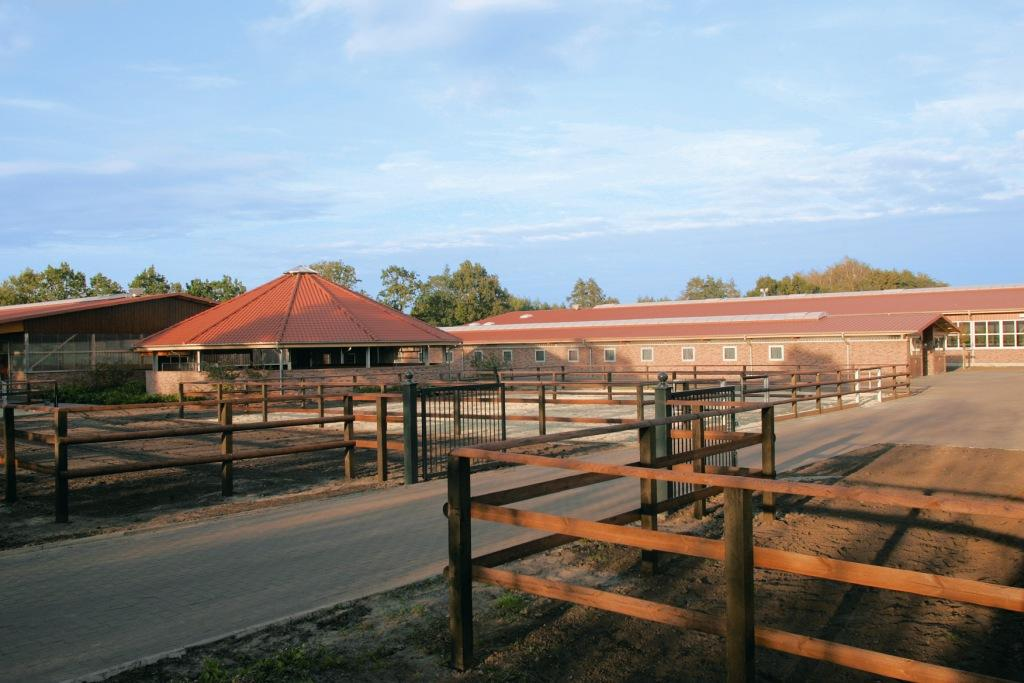
Pensions- und Ausbildungsstall

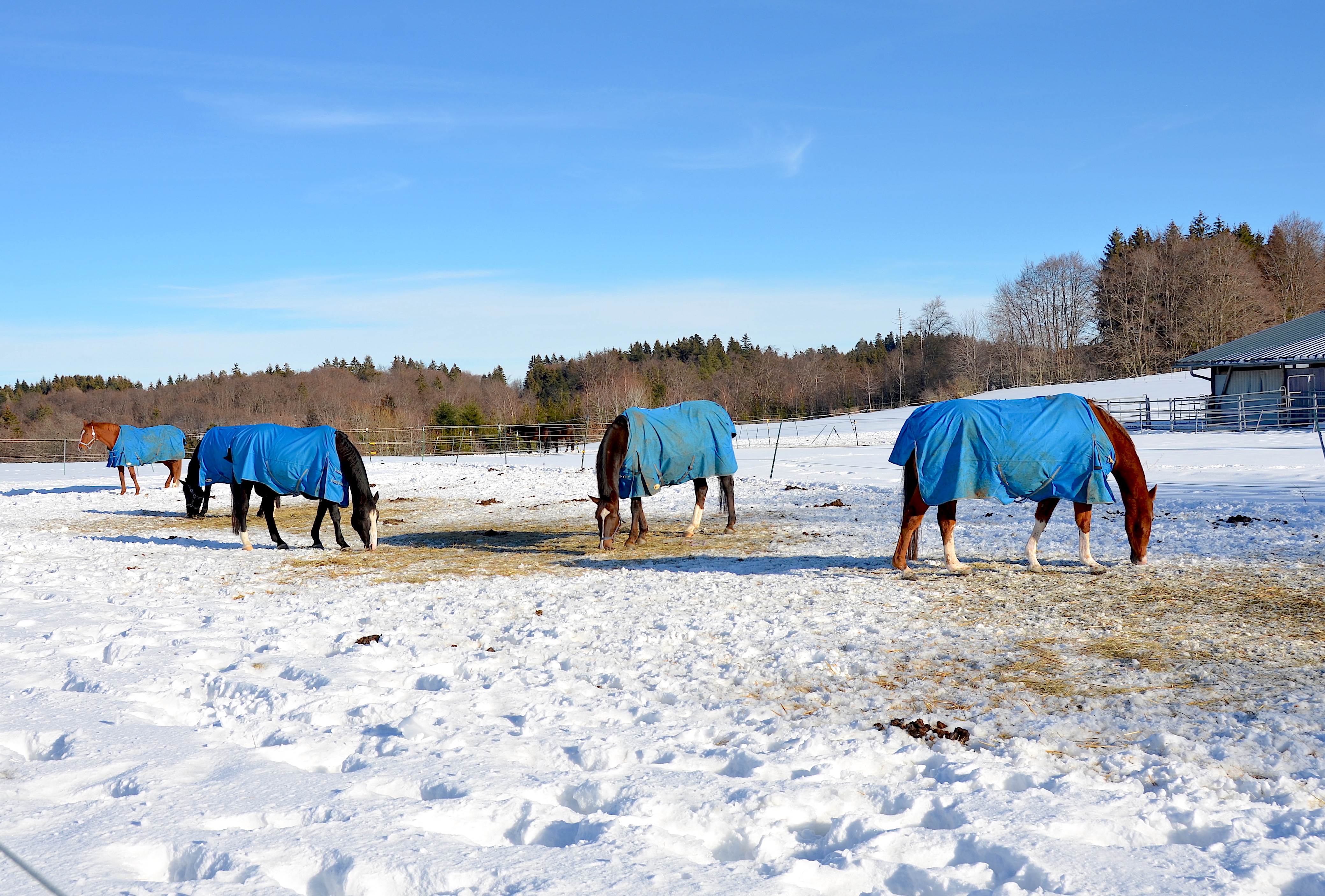
Pensionspferde mit Winter-Weidedecken

Pensionspferde werden im Pferdebetrieb gegen ein vereinbartes Entgelt gehalten. Die meisten Pensionspferde sind Reitpferde, daneben können aber auch Gnadenbrotpferde, rekonvaleszente Pferde, Mutterstuten zum Abfohlen und Jungpferde in Pension genommen werden.